# Équipe des États-Unis de soccer à la Coupe des confédérations 1992
L'équipe des États-Unis de soccer participe à sa 1re Coupe des confédérations lors de l'édition 1992 qui se tient en Arabie saoudite du 15 octobre 1992 au 20 octobre 1992. Elle se rend à la compétition en tant que vainqueur de la Gold Cup 1991.

## Résultats

### Demi-finale
| 15 octobre 1992           | Arabie saoudite | 3 - 0   | États-Unis | Stade International Roi Fahd, Riyad                       |                                                           |
| Historique des rencontres | Al-Bishi 48e · Al-Thuniyan 74e · Al-Muwallid 84e                                                                                             |         | | Spectateurs : 70 000 Arbitrage : Ulisses Tavares da Silva | Spectateurs : 70 000 Arbitrage : Ulisses Tavares da Silva |
| Historique des rencontres | (Rapport) |         | | Spectateurs : 70 000 Arbitrage : Ulisses Tavares da Silva | Spectateurs : 70 000 Arbitrage : Ulisses Tavares da Silva |
| Historique des rencontres | Al-Otaibi - A. Al-Dosari, Al-Roomi, Al-Alawi, Amin - Al-Bishi, Owairan, Al-Jaber ( 72e Al-Mehallel), Al-Muwallid 19e - Al-Thuniyan, Al-Hazaa | Équipes | Meola - Clavijo, Balboa, Lapper, Harkes 73e - Quinn 18e, Henderson ( 62e Harbor), Murray 36e ( 46e Caligiuri), Ramos - Perez, Wegerle | Spectateurs : 70 000 Arbitrage : Ulisses Tavares da Silva | Spectateurs : 70 000 Arbitrage : Ulisses Tavares da Silva |

### Match pour la troisième place
| 19 octobre 1992           | États-Unis | 5 - 2   | Côte d'Ivoire | Stade International Roi Fahd, Riyad             |                                                 |
| Historique des rencontres | Balboa 12e · Jones 31e · Wynalda 56e · Murray 67e, 83e                                                                        |         | Traoré 16e · Sié 76e | Spectateurs : 9 500 Arbitrage : Rodrigo Badilla | Spectateurs : 9 500 Arbitrage : Rodrigo Badilla |
| Historique des rencontres | (Rapport) |         | | Spectateurs : 9 500 Arbitrage : Rodrigo Badilla | Spectateurs : 9 500 Arbitrage : Rodrigo Badilla |
| Historique des rencontres | Meola - Clavijo, Balboa, Lapper, Caligiuri - Michalik, Henderson ( 27e Jones), Murray, Perez - Wynalda, Vermes ( 73e Kinnear) | Équipes | Gouaméné - Aka Kouamé, I.Koné, Lué, Diaby - Ben Salah 27e , A.Traoré, Maguy, Beugré Yago ( 63e Kassi-Kouadio) - Sié 37e , Dao ( 46e Gadji) | Spectateurs : 9 500 Arbitrage : Rodrigo Badilla | Spectateurs : 9 500 Arbitrage : Rodrigo Badilla |

## Effectif
Sélectionneur :  Bora Milutinović
| No. | Pos.      | Joueur           | Date de naissance et âge | Sélec. | Club                         |
| --- | --------- | ---------------- | ------------------------ | ------ | ---------------------------- |
| 1   | Gardien   | Tony Meola       | 21 février 1969          |        | Fort Lauderdale Strikers     |
| 2   | Défenseur | Janusz Michallik | 22 avril 1966            |        |                              |
| 3   | Défenseur | Mike Lapper      | 28 août 1970             |        | Los Angeles Heat             |
| 4   | Milieu    | Bruce Murray     | 25 janvier 1966          |        | Maryland Bays                |
| 6   | Milieu    | John Harkes      | 8 mars 1967              |        | Sheffield Wednesday          |
| 7   | Milieu    | Hugo Pérez       | 8 novembre 1963          |        | Al-Ittihad Jeddah            |
| 8   | Milieu    | Dominic Kinnear  | 15 mai 1975              |        | San Francisco Bay Blackhawks |
| 9   | Milieu    | Tab Ramos        | 21 septembre 1966        |        | Betis Séville                |
| 10  | Attaquant | Peter Vermes     | 21 novembre 1966         |        | UE Figueres                  |
| 11  | Attaquant | Eric Wynalda     | 9 juin 1969              |        | FC Sarrebruck                |
| 12  | Attaquant | Jean Harbor      | 19 septembre 1965        |        | Tampa Bay Rowdies            |
| 13  | Milieu    | Cobi Jones       | 16 juin 1970             |        | UCLA Bruins                  |
| 14  | Milieu    | Brian Quinn      | 24 mai 1960              |        | San Diego Sockers            |
| 15  | Milieu    | John DeBrito     | 3 décembre 1968          |        | Tulsa Ambush                 |
| 17  | Défenseur | Marcelo Balboa   | 8 août 1967              |        | Colorado Foxes               |
| 18  | Gardien   | Mark Dodd        | 14 septembre 1965        |        | Colorado Foxes               |
| 19  | Milieu    | Chris Henderson  | 11 décembre 1970         |        |                              |
| 20  | Défenseur | Paul Caligiuri   | 9 mars 1964              |        | SC Fribourg                  |
| 21  | Défenseur | Fernando Clavijo | 23 janvier 1956          |        | St. Louis Storm              |
| 22  | Milieu    | Roy Wegerle      | 19 mars 1964             |        | Blackburn Rovers             |

## Navigation